# Bibliothèque d'architecture contemporaine Jean-Louis Cohen de la Cité de l'architecture et du patrimoine

Logo.

La bibliothèque d'architecture contemporaine Jean-Louis Cohen de la Cité de l'architecture et du patrimoine est une bibliothèque spécialisée en architecture moderne et contemporaine située dans l'aile « Paris » du palais de Chaillot (place du Trocadéro) à Paris. Comme la Cité de l'architecture et du patrimoine, elle a ouvert ses portes au public le 15 septembre 2007.
Ce site est desservi par la station de métro Trocadéro des lignes 6 et 9.

## La bibliothèque et son projet documentaire
Initialement rattachée au département Institut français d'architecture (IFA), la bibliothèque s’inscrivait dès l’origine au cœur du projet de la Cité de l’architecture et du patrimoine en 1997.
De 1999 à 2002, un conseil d’orientation composé de personnalités du monde de l’architecture et de celui des bibliothèques a travaillé sur ce que devait proposer une nouvelle bibliothèque consacrée à l’architecture.
Une réflexion sur la politique d’acquisition a alors été engagée afin d’inscrire ce nouvel établissement dans le paysage documentaire français. Les mètres carrés dévolus à la bibliothèque au sein du bâtiment étant limités (1 280 m2 d’espace public), il n’était pas possible d’imaginer pouvoir réaliser une bibliothèque de référence sur l’architecture couvrant toutes les périodes. Il fallait donc trouver un axe qui permettrait d’entrer en complémentarité documentaire avec les autres bibliothèques tout en affirmant un niveau d’excellence pour les collections.
Très vite, à travers ses travaux, le conseil d’orientation a considéré que les périodes moderne et contemporaine étaient celles qui, en termes de carte documentaire, étaient à la fois les moins approfondies et les plus éclatées.
Ce sont ces constats qui ont conduit le conseil d’orientation à définir cette bibliothèque comme devant être le pôle national de référence en matière d’architecture moderne et contemporaine, avec une mission particulière de mise en valeur de l’actualité.

## Les collections
Les collections intègrent une grande partie des livres (5400 titres) et périodiques de l'ancienne bibliothèque de l'Institut français d'architecture (IFA) créée en 1981 au 6 rue de Tournon (Paris 6e).
En 2025, la bibliothèque propose 55 000 livres, elle possède 500 titres de périodiques dont 200 abonnements et met à la disposition de ses utilisateurs des documents audiovisuels (films documentaires, fictions en rapport avec l’architecture et captations de conférences) et des ressources numériques (bibliothèque numérique, bases de données…).
La bibliothèque a pour mission de proposer au plus grand nombre un ensemble de documents traitant de l’architecture moderne et contemporaine en veillant à assurer une couverture géographique et linguistique la plus large possible. Ainsi, plus d’une trentaine de langues sont représentées au sein de la collection. Les acquisitions sont réalisées grâce à une veille sur l’édition internationale en matière d’architecture.
Autour du « noyau dur » que constitue l’architecture, d’autres domaines enrichissent la collection : construction, architecture intérieure et design, politiques patrimoniales, paysage et jardins, urbanisme et sciences sociales appliquées à la ville.
La bibliothèque utilise la classification décimale de Dewey remaniée afin d’atteindre un important niveau de précision dans le radical de cote. L’indexation est réalisée grâce à la liste d’autorités RAMEAU.

## Le portail documentaire
L’ensemble des collections est décrit dans le portail documentaire de la bibliothèque.
Le portail documentaire permet de faire des recherches sur les nombreuses ressources documentaires constituées au sein des différents services de la Cité de l’architecture et du patrimoine ainsi que sur quelques bases de données extérieures.
En plus des ressources de la bibliothèque (livres, périodiques, documents audiovisuels), il donne accès à la base de données des fonds du Centre d’archives d'architecture contemporaine (Archiwebture), à des documents numérisés, à des bases internationales de dépouillements de périodiques, à des bases de données externes.
La bibliothèque numérique donne accès à plusieurs grandes revues françaises d’architecture (publiées de la fin du XIXe siècle jusqu'à nos jours) :
- L’Architecte, sur la période 1906-1935.
- L’Architecture, sur la période 1888-1939.
- L'Architecture d'aujourd'hui, sur la période 1930-1940 et 1945-1954.
- L'Architecture française, sur la période 1940-1954.
- L'Architecture usuelle, sur la période 1903-1937.
- L'Architecture vivante, sur la période 1923-1933.
- Bâtir la France, année 1946.
- Le Bâtiment illustré, 1931-1937.
- Le Béton armé, sur la période 1898-1939.
- Chantiers : organe technique de l'Architecture d'aujourd'hui, sur la période 1933-1934.
- La Construction moderne, sur la période 1885-1939 et 1945-1954.
- L'Esprit nouveau, sur la période 1920-1925.
- L'Exposition de 1878, sur la période 1876-1877.
- L'Homme et l'architecture, technique, urbanisme, sur la période 1945-1947.
- Le Maître d'œuvre de la reconstruction française, sur la période 1945-1947.
- Les Monuments historiques de la France, sur la période 1936-1939.
- Paris Projet, sur la période 1969-2022.
- Revue générale de l'architecture et des travaux publics, sur la période 1840-1888.
- Les Salons d'Architecture, sur la période 1907-1914 ; 1920-1924.
- Science et Industrie. Construction et travaux publics, sur la période 1933-1934.
- La Semaine des constructeurs, sur la période 1885-1893.
- La Technique des travaux, sur la période 1929 (no. 9) ; 1933-1940 et 1947-1954.
- Techniques et architecture, sur la période 1941-1951.
- Travaux, sur la période 1934-1944 et 1946-1954.
- Urbanisme, sur la période 1932-1948 ; 1950-1954.

## La voûte de Saint-Savin-sur-Gartempe
La bibliothèque abrite dans ses espaces de lecture l'une des pièces maîtresses de la collection du Musée des monuments français : la reproduction à l’identique de la peinture murale qui orne la voûte de l'Abbaye de Saint-Savin-sur-Gartempe (époque romane).
Cette reproduction constitue le plus grand ensemble de peintures murales romanes conservé en France et l’Abbaye de Saint-Savin-sur-Gartempe est l’un des rares édifices de l’époque romane ayant conservé la majeure partie de son décor original. Exécutée à la fin du XIe et au début du XIIe siècle, la peinture murale se distingue par son ampleur, la richesse de son iconographie et son état de conservation. La connaissance des peintures romanes souffre de la rareté des œuvres existantes, de leur mauvais état de conservation et de l’absence presque complète de sources écrites. Ainsi, la quasi-totalité des informations sur les peintures de cette époque doivent être dégagées de quelques vestiges.

### La conservation des peintures murales
Les peintures murales de Saint-Savin-sur-Gartempe soulèvent l’intérêt dans le domaine de la recherche depuis le XIXe siècle. Plusieurs spécialistes ont travaillé à l’approfondissement de la connaissance de cet ensemble et les premières tentatives de préservation de ces peintures sont attribuable à l’initiative de Prosper Mérimée au XIXe siècle par le biais de relevés à l’aquarelle. Lors de sa première visite à Saint-Savin en 1835, Mérimée, alors inspecteur général des monuments historiques, prend conscience de la richesse du décor de l’abbatiale et de son extrême fragilité. Il fait inscrire l’église et son décor sur la première liste des monuments historiques et, en 1840, entreprend une campagne de relevés à l’aquarelle des peintures de l’édifice afin d’en conserver la mémoire.
Réalisée par le service des Monuments historiques et encouragée par le Comité des Arts et Monuments, il s’agit de la première campagne expérimentale de relevés qui fut complétée par d’autres intervenants, notamment Paul Deschamps, au fil des découvertes de décors peints lors des chantiers de restauration de l’Abbaye.
Ces relevés et les études qui les ont complétés progressivement du XIXe au XXIe siècle sont ainsi devenus une référence dans l’histoire de la mise en place d’une politique de préservation du décor médiéval en France par le service des Monuments historiques, et un outil grâce auquel de nombreuses études sur la peinture médiévale ont pu voir le jour.

### La reproduction de la voûte

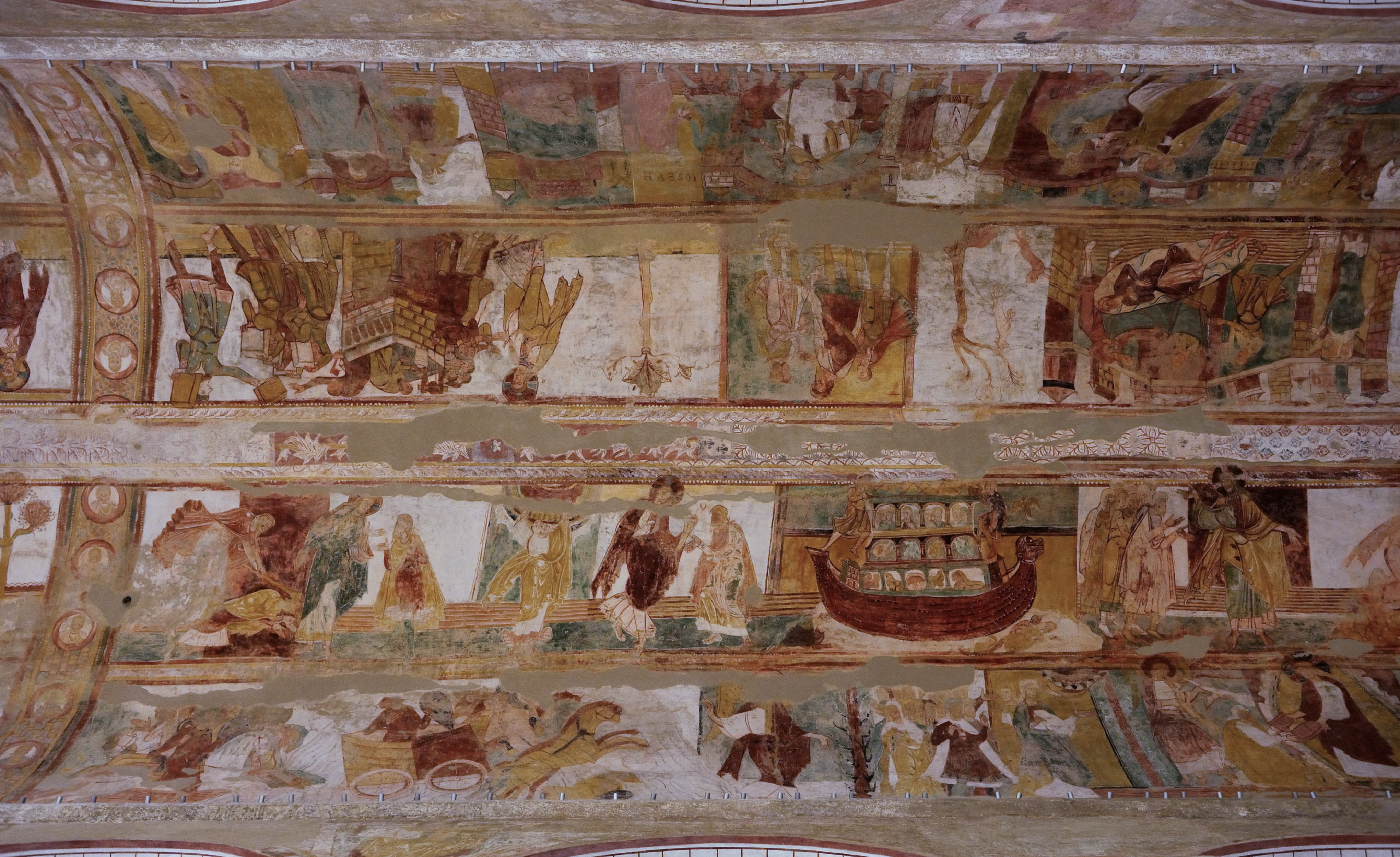
Fresque originale de l'abbaye de Saint-Savin-sur-Gartempe.

Le décor peint de la voûte de la nef Saint-Savin est composée de soixante-et-un épisodes du Livres de la Genèse et de l’Exode, dont l’ensemble s’organise en plusieurs cycles : le cycle de la Création et ceux de Noé, d’Abraham, de Joseph et de Moïse.
Ce sont les relevés réalisés par Paul Deschamps, effectués de 1940 à 1943 pour la Commission des monuments historiques, qui sont utilisés pour la reproduction de la Cité de l’architecture et du patrimoine. On y retrouve les quarante-quatre scènes les mieux conservées. L’équipe de cinq fresquistes (Paul-Albert Moras, Pierre Valade, André Mazurier, Charles Bouleau, Marcel Nicaud) a  retranscrit le décor de la voûte en volume et à l’échelle originale. Il est ainsi possible d’apprécier l’ensemble de la voûte par la reproduction située au plafond de la bibliothèque de la Cité de l'architecture et du patrimoine, mais également, et de façon plus détaillée, par le biais des copies en volumes. À ce jour, cette reproduction demeure un témoin archéologique et documentaire indispensable à la compréhension de l’œuvre originale.